# À cœur et à Kriss
À cœur et à Kriss est une émission de radio diffusée sur France Inter de septembre 1980 à juin 1981 et animée par Kriss.
C'est la première émission animée par Kriss sur France Inter (elle avait participé quelques années auparavant à L'Oreille en coin), en venant de FIP où sa voix avait marqué les auditeurs. Plus que la voix, c'est un ton et un humour qui ont fait école. Au bout d'une saison, pourtant, l'animatrice décide d'arrêter tout. « Restez encore une année et vous deviendrez une baronne », argumente alors son directeur. Elle refuse. « Je m'essoufflais, je ne faisais que travailler. J'avais la nausée de ma logorrhée. On n'échappe pas à l'autosatisfaction, aux tics de langage. » Elle quitte la radio pour d'autres horizons, voyage, écrit, travaille pour la télévision, puis revient à la radio, mais pour des périodes plus courtes (l'été) ou pour des émissions hebdomadaires.
Le livre de Chantal Pelletier, reprenant le titre de cette émission devenue mythique, est davantage consacré à l'amitié entre Kriss et Chantal Pelletier,.

## Sources
- Sylvie Briet, « Kriss sur Inter, au bénéfice d'août. Elle ressort chaque été, toujours aussi acide et pétillante. », Libération,‎ 12 août 1995 (lire en ligne).
- Chantal Pelletier, À cœur et à Kriss: journal d'une amitié, Editions des Busclats, 2011.
- Alexandra Schwartzbrod, « Belle amie. », Libération,‎ 3 mars 2011 (lire en ligne).
- Hélène Delye, « Hommage à Kriss, passeuse de savoir », Le Monde,‎ 22 mai 2011.